# ТЕС Джубайль (JWAP)
27°4′12″ пн. ш. 49°36′23″ сх. д. / 27.07000° пн. ш. 49.60639° сх. д.
ТЕС Джубайль (JWAP) — теплова електростанція на східному узбережжі Саудівської Аравії.
В 2010 році на майданчику станції стали до ладу чотири парогазові блоки комбінованого циклу:
- три однотипні потужністю по 700 МВт, у кожному з яких три газові турбіни потужністю по 151 МВт живлять через відповідну кількість котлів-утилізаторів одну парову турбіну з протитиском із показником 250 МВт;

- один потужністю 850 МВт, в якому три газові турбіни потужністю по 151 МВт живлять через відповідну кількість котлів-утилізаторів одну конденсаційну парову турбіну із показником 350 МВт.

Частина виробленої пари використовується інтегрованим заводом з опріснення води, який використовує технологію баготоступеневої дистиляції (MED) та має продуктивність 800 тис. м³ на добу.
ТЕС споруджена з розрахунку на використання природного газу, який надходить до потужної індустріальної зони Джубайль по трубопроводах Беррі – Джубайль, Утманія — Беррі, Хурсанія – Беррі, Васіт – Беррі, а з середини 2020-х зможе також надходити по газопроводу Танаджиб – Джубайль.
Проект реалізували через Jubail Water and Power Company (JWAP), власниками якої є саудійські Marafiq (Power and Water Utility Company for Jubail and Yanbu, 30 %) ACWA Power (20 %), Public Investment Fund та Saudi Electricity Company (по 5 %), а також французька Engie та кувейтська Gulf Investment Corporation (по 20 %).